# Twitch
Twitch  — це платформа для онлайн відеотрансляцій, що належить Twitch Interactive, дочірній компанії Amazon.com.Представлений в червні 2011 р. як відгалуження від платформи відеотрансляцій загального поширення, Justin.tv, сайт, в першу чергу, зосереджується на потоковій трансляції відеоігор, включаючи трансляції кіберспортивних змагань, креативного контенту, розділ «реальне життя» та останнім часом музичні передачі. Вміст на сайті можна переглянути в прямому ефірі або за допомогою відео за запитом.
На ранніх етапах популярність Twitch була порівняно невеликою, порівняно з Justin TV, де в жовтні 2013 р. було 45 млн унікальних глядачів. Але до лютого 2014 р. Twitch посів четверте за величиною джерело пікового інтернет-трафіку в США. У той же час материнська компанія Justin.tv була ребрендована як Twitch Interactive, щоб представити зміну напрямку діяльності, Justin.tv був закритий у серпні 2014 року. Twitch був підтриманий одним з найуспішніших американських бізнес-інкубатором Y Combinator та викуплений у серпні 2014 року компанією Amazon за 970 мільйонів доларів США, що пізніше призвело до впровадження синергії з передплатою компанії Amazon Prime. Twitch пізніше придбав Curse, засіб спілкування ігрової спільноти в Інтернеті, і ввів засоби для придбання ігор за допомогою посилань на трансляції, а також програму, яка дозволяє стрімерам отримувати комісію від продажу ігор, в які вони грають.
У 2015 році Twitch оголосив, що має більше 1,5 мільйонів мовників та 100 мільйонів користувачів на місяць.

## Мета
Метою сайту є забезпечення максимального зв'язку між аудиторією та гравцем. Цей зв'язок забезпечує «живий» чат, який дає змогу моментально коментувати події і таким чином донести до гравця враження та думки глядачів. Крім того, на сайті існують платні підписки та повідомлення, які мають виділення у чаті. За допомогою цих особливостей у глядачів складається враження присутності поруч із гравцем та вплив на ігровий процес.

## Історія
Коли Justin.tv був запущений у 2007 році Джастіном Каном та Емметтом Шіаром, сайт був розділений на декілька змістових категорій. Ігрова категорія росла особливо швидко і стала найбільш популярним розділом на сайті. У червні 2011 року компанія вирішила відділити ігровий розділ як Twitch.tv, надихнувшись терміном «twitch gameplay» — гра, яка вимагає різких рухів. З того моменту Twitch.tv [Архівовано 8 листопада 2017 у Wayback Machine.] відвідували більш ніж 35 мільйонів унікальних користувачів в місяць. Twitch.tv мав приблизно 80 працівників у червні 2013 року, а в грудні їх число зросло до 100. Штаб-квартира компанії розташована у San Francisco's Financial District.
Twitch підтримувався значними інвестиціями венчурного капіталу, 15 мільйонів доларів США у 2012 році та 20 мільйонів доларів США у 2013 році. Інвесторами до кінця 2013 року були Draper Associates, Bessemer Venture Partners та Thrive Capital.
Після припинення роботи свого безпосереднього конкурента Own3d.tv на початку 2013 року Twitch став найпопулярнішим сервісом з трансляціями кіберспорту, що дозволило зробити висновок, що вебсайт має «майже монополію на ринку». Конкуруючі відео служби, такі як YouTube та Dailymotion, почали збільшувати популярність свого ігрового контенту, щоб конкурувати, але наразі мають набагато меншу аудиторію. Станом на середину 2013 року на Twitch щомісяця спостерігалося більше 43 мільйонів глядачів, середній час перегляду однією особою — півтори години. Станом на лютий 2014 року Twitch є четвертим найбільшим джерелом інтернет-трафіку під час пікових подій у США, поступаючись Netflix, Google та ￼￼Apple￼￼. Twitch становить 1,8 % загального обсягу інтернет-трафіку США в пікові періоди.

### Зростання
10 лютого 2014 року батьківська компанія Twitch [Архівовано 8 листопада 2017 у Wayback Machine.], Justin.tv, Inc. була перейменована в Twitch Interactive, що відображає підвищену популярність сервісу Twitch.tv, який став основним бізнесом компанії. Того ж місяця трансляція, відома під назвою Twitch Plays Pokémon [Архівовано 29 жовтня 2017 у Wayback Machine.], відтворити Pokémon Red за допомогою системи перекладу команд чату в елементи керування грою стала вірусною і значно поширилась за межі англомовного інтернету. 17 лютого цей канал з моменту його введення за п'ять днів перевищив 6,5 мільйонів загальних переглядів і в середньому охоплював одночасну глядацьку аудиторію від 60 до 70 тисяч глядачів. Віцепрезидент з маркетингу Метью ДіПьєтро похвалив трансляцію, вважаючи це "ще одним прикладом того, як відеоігри стали платформою для розваг та творчості, що виводить спосіб гри за рамки оригінального наміру ігрового автора. Починаючи з 2014 року Twitch виступає на офіційній трансляційній платформі «Electronic Entertainment Expo».
18 травня 2014 р. Variety вперше повідомив, що компанія Google домовилася про придбання Twitch через свою дочірню компанію YouTube приблизно за 1 млрд доларів США.

### Витік даних
В жовтні 2021 року анонімний користувач розмістив повідомлення на інтернет-платформі 4chan з посиланням на дамп даних, викрадених з внутрішніх серверів Twitch. Сукупний масив стиснених файлів становив близько 125ГБ. До нього потрапили Git-репозиторії з вихідним кодом самого порталу, різноманітних клієнтських застосунків, інструментів розробника, звіти про доходи творців контенту на платформі, тощо.
Через кілька днів компанія підтвердила компрометацію своїх мереж внаслідок невірних налаштувань серверів.

## Доступність на різних платформах
Генеральний директор Twitch Еммет Шір заявив про бажання підтримувати різноманітні платформи, заявивши, що ми хочемо бути на кожній платформі, де люди дивляться відео». Програми Twitch для потокових трансляцій доступні для мобільних пристроїв і ігрових консолей, зокрема Android і iOS , PlayStation 4, PlayStation 3, Xbox One та відеоігор для Xbox 360
Консолі для відеоігор PlayStation 4 та Xbox One мають вбудовану підтримку трансляцій Twitch. Twitch був інтегрований у програмне забезпечення для ПК, надаючи потокове передавання відео в Twitch безпосередньо з програмного забезпечення EA's Origin, Uplay Ubisoft, ігри, які грають на сучасних відеокартах Nvidia (за допомогою функції ShadowPlay) та таких ігор, як Eve Online, PlanetSide 2 і франшиза Call of Duty. У 2013 році Twitch випустив комплект програмного забезпечення для розробки, який дозволить будь-якому розробнику інтегрувати потокове передавання Twitch у своє програмне забезпечення.

## Контент та глядач
Twitch — це платформа для популярного контенту, включаючи турніри з кіберспортивних дисциплін, особисті трансляції окремих гравців та ток-шоу, пов'язані з іграми. На домашній сторінці Twitch відображаються ігри на основі перегляду. Типовий глядач — це чоловік у віці від 18 до 34 років. Станом на грудень 2016 року найпопулярніші з ігор, що транслюються на Twitch, — це «Ліги легенд», «Hearthstone» і «Dota 2», загальний час трансляцій яких перевищив 174 мільйони годин.
Twitch також зробив вклад в неігровий контент; наприклад, у липні 2013 р. на сайті вийшов спектакль «Fester's Feast» від San Diego Comic-Con, а 30 липня 2014 р. експерт з електронно-танцювального мистецтва Стів Аокі транслював живу виставу з нічного клубу в Ібіці. У січні 2015 року Twitch представив офіційну категорію для музичних трансляцій, таких як радіопередачі та виробництво музики, і в березні 2015 року оголосив, що стане новою офіційною трансляцією партнера фестивалю Ultra Music, електронного музичного фестивалю в Маямі.
28 жовтня 2015 року Twitch запустив другу неігрову категорію «Creative», яка призначена для трансляцій, що демонструють створення художніх та творчих творів. Щоб сприяти запуску, служба також транслювала восьмиденний марафон Боба Росса «Радість живопису» .
У березні 2017 року Twitch додав канал «IRL», який дозволяє проводити трансляції з будь-яким вмістом. Розділ, як правило, знаходиться у трійці найбільш популярних.
16 жовтня 2023 року, Twitch анонсував нову функцію для своїх мобільних застосунків — Stories, а саме інструменту, який дозволить стримерам швидко ділитися контентом зі своєю аудиторією, не виходячи з платформи.

#### Благодійність
Користувачі на Twitch часто ведуть трансляції, збираючи гроші на благодійність. До 2013 року на вебсайті були розміщені проєкти, які загалом зібрали понад 8 мільйонів доларів на пожертви на благодійність, такі як Extra Life 2013. З 2017 року сайт зібрав понад 75 мільйонів доларів на пожертви на благодійність.

#### Заборонений контент
Користувачам Twitch забороняється здійснювати трансляцію будь-якої гри, яка має вікове обмеження «Тільки дорослими». Twitch також заборонив певні ігри для трансляції, незалежно від рейтингу. Це такі ігри, як BMX XXX, ігри з еротичним вмістом, такі як Dramatical Murder, HuniePop, Rinse and Repeat, Second Life і Yandere Simulator. Користувачам Twitch також заборонено поширювати вміст, який порушує умови авторського права.
Заборону Yandere Simulator критикував його анонімний розробник, який вважав, що гру заборонили без пояснень, оскільки Twitch не заборонив інші ігри з аналогічним надмірним сексуальним або жорстоким вмістом, такі як Mortal Kombat X, Grand Theft Auto, або «Відьмак» 3.

#### Емоції
Twitch має велику кількість смайликів під назвою emotes. Є емоти — безкоштовні для всіх користувачів, емоти для користувачів Turbo, емоти для користувачів Twitch Prime та емоти для користувачів, які підписані на Twitch партнерів. Каппа — найпоширеніша емоція на Twitch.

### Українська мова
Спроби перекласти найпопулярніший ігровий стріминґовий сервіс Twitch українською мовою почалися ще 2016 року, саме тоді було зареєстровано відповідну петицію на uservoice.com. У період між 2016 та 2019 роками її підтримало більше 12 тисяч осіб. 30 жовтня 2018 року компанія оновила статус петиції на «у розробці», що було сприйнято україномовною ґейм-спільнотою як наміри компанії додати українську локалізацію до сервісу, але згодом у березні 2019 року Twitch просто закрили петицію на uservoice.com з позначкою «виконано», хоча насправді вони не додали україномовний інтерфейс до сайту, а лише додали опцію «фільтру» за українською мовою.

### Партнерська програма
У липні 2011 р. Twitch запровадив партнерську програму, яка станом на червень 2013 року досягла 4 000 користувачів. З 2015 р. Налічується 11 000 партнерів Twitch.
Як і в Партнерській програмі інших відеосайтів, таких як YouTube, партнерська програма дозволяє популярним виробникам контенту отримувати прибутки з реклами на своїх трансляціях. Крім того, користувачі Twitch можуть підписатися на канали партнерських стрімерів за 4,99 долара США на місяць, часто надаючи користувачеві доступ до унікальних смайликів, привілеїв у чаті та інших різноманітних пільг. Twitch зберігає 2,50 долара США з кожних 4,99 передплати, а решта 2,49 доларів США йдуть безпосередньо до партнерських відрахувань стрімеру. Хоча можуть бути винятки, Twitch вимагає, щоб потенційні партнери мали «середню одночасну аудиторію понад 500 +», а також послідовний графік трансляцій щонайменше три дні на тиждень.
У квітні 2017 року Twitch розпочав свою Партнерську програму , яка також дозволяє отримувати прибутки від менших каналів. Учасники цієї програми отримують деякі, але не всі переваги Twitch Partners. Станом на 26 квітня стрімерами можна було б отримати прибуток від аплодування бітами, які можна придбати безпосередньо від Twitch.
Критерії для участі каналу в партнерській програмі:
- Мати щонайменше 500 хвилин трансляцій за останні 30 днів;
- Мати щонайменше 7 унікальних трансляцій за останні 30 днів;
- Мати в середньому 3 одночасних глядачів за останні 30 днів;
- Мати більш як 50 підписників.

Реклама на сайті була надана кількома партнерами. У 2011 році Twitch мала ексклюзивну угоду з Future US. 17 квітня 2012 року Twitch оголосив угоду про надання CBS Interactive права продавати рекламу, рекламні акції та спонсорство для громади. 5 червня 2013 року Twitch оголосив про створення Twitch Media Group — нової внутрішньої команди з реклами рекламних послуг, яка взяла на себе роль CBS Interactive у продажу рекламних оголошень